# Tungsenia
Tungsenia is een geslacht van uitgestorven kwastvinnige beenvissen, behorend tot de tetrapodomorfen. Het leefde in het Vroeg-Devoon (ongeveer 409 miljoen jaar geleden) en zijn fossiele overblijfselen zijn gevonden in China. Het wordt beschouwd als de meest basale onder de tetrapodomorfen.

## Naamgeving
De typesoort Tungsenia paradoxa werd door Lü Junchang e.a. benoemd in 2012 op basis van fossielen gevonden in Yunnan (China). De geslachtsnaam eert Liu Tungsen. De soortaanduiding moet gelezen worden als "onverwacht"; de vis werd oorspronkelijk beschouwd als behorend tot een andere groep.
Het holotype is IVPP 10687, een skelet.

## Beschrijving
Dit dier was klein van formaat en niet groter dan twintig centimeter. Het uiterlijk leek veel op dat van meer geëvolueerde tetrapodomorfen zoals Osteolepis, maar er waren enkele archaïsche kenmerken (zoals een groot parasfenoïde bot en gepaarde putjes tussen de neusbeenderen) die herinnerden aan basale Dipnoi, zoals Dipnorhynchus. Tot de verder geëvolueerde kenmerken van Tungsenia behoren een groef voor de hypofyse-ader in het basipterygoïde uitsteeksel, platte parasymfysaire tandplaten en een druppelvormige uitsparing voor het optische foramen.

## Fylogenie
Tungsenia is toegewezen aan de tetrapodomorfen, de grote groep gewervelde dieren die echte tetrapoden (met poten) en hun naaste verwanten zoals Eusthenopteron, Panderichthys en Osteolepis omvat. Tungsenia wordt vanwege zijn archaïsche kenmerken vermengd met meer afgeleide, beschouwd als de meest basale soort van deze groep.

## Paleobiologie
Tungsenia was een klein roofdier dat in ondiepe zeewateren in de buurt van de kust leefde.